# Constantin N. Brăiloiu
Constantin N. Brăiloiu (n. 3 octombrie 1809 sau 1810 – d. 19 iunie 1889) a fost un om politic din Muntenia și din România, ministru în mai multe guverne, printre care și în guvernul Barbu Catargiu.

## Biografie
Născut în Craiova, el a fost primul copil al lui Nicolae Brăiloiu și al soției sale, Zoe sau Zinca (născută Vlădăianu sau Vlădoianu). A avut doi frați, dintre care unul a murit devreme, și trei surori. Tatăl său, născut din părinții Iordache Zătreanu și Marghioala Brăiloiu, a fost adoptat de către logofătul Dumitrache Brăiloiu în jurul anului 1788. Brăiloiu, Vlădăianu și Zătreanu sunt vechi familii boierești din regiunea Oltenia. Constantin a fost căsătorit de două ori: mai întâi cu Coralia Ghica-Brigadier și apoi cu Ecaterina (Catinca) Hagi Moscu. El a avut trei fii și trei fiice cu acessta din urmă. Una dintre fiice, Maria, s-a căsătorit cu Anton Berindei. Un fiu, Nicolae, a fost tatăl folcloristului Constantin Brăiloiu.
Începând din anul 1822, Brăiloiu a mers la școală în străinătate, urmând studii la Sibiu, Geneva și Paris. În 1832 era funcționar asistent în secretariatul de stat al Munteniei. El a fost, de asemenea, procuror la secția penală a tribunalului (1837), la curtea de apel (1841, 1842) și membru al secției penale a Curții de Apel (1853). În 1855 a revenit în secretariat ca asesor. În anul următor, el a fost numit în comitetul care s-a ocupat cu eliberarea robilor țigani. Ulterior, el a fost membru al Curții Supreme de Justiție și, în 1859, președinte al tribunalului comercial.
În 1838 și din 1841 până în 1843, Brăiloiu a predat dreptul penal, civil și comercial la Colegiul Sfântul Sava. După Revoluția Română din 1848, el a devenit director al administrației școlare a țării. Între timp, a urcat în mod constant în rândurile nobilimii: pitar (1841), serdar (1842), paharnic (1847), clucer (1850) și agă (1855) - cu alte cuvinte, de la al nouălea rang la al cincilea rang.
Începând din 1859, anul în care a avut loc Unirea Principatelor Române, Brăiloiu a intrat în politică. El a fost un jurnalist incisiv după cum atestă contribuțiile sale la Conservatorul Progresist, Unirea, Desbaterile și Timpul. A fost, de asemenea, unul dintre cei mai activi demnitari conservatori ai timpului. În 1859, el a fost ales ca deputat al județului Gorj în Adunarea Electivă a Munteniei, devenind membru al Adunării Legislative în 1861. Între 1859 și 1861 a făcut parte din comitetul central de la Focșani, coordonând politica de unificare administrativă împreună cu omologii săi din Moldova. El a fost secretar de stat din 1858-1859 și de două ori ministru al justiției în guvernele lui Barbu Catargiu. Primul său mandat a fost în perioada aprilie-mai 1861, doar pentru Muntenia; apoi, din ianuarie până în iunie 1862, a făcut parte din primul guvern unificat al României. Între 1862 și 1864 a luat parte la dezbaterile din adunarea legislativă. În 1866 alegătorii din Târgu Jiu l-au trimis pe Brăiloiu să-i reprezinte în adunarea constituantă. El a fost membru al Camerei Deputaților în 1873-1874 și reales ca reprezentant al județului Gorj în 1875. Din februarie până în mai 1876, el a fost președintele Camerei Deputaților. În plus, a fost senator de județul Dolj în 1866 și 1868 și pentru Craiova în 1869.
Brăiloiu a murit la București în 1889 și a fost înmormântat la Cimitirul Bellu. Catinca a murit în 1904.